# Ermal Mamaqi
Ermal Mamaqi, född 21 mars 1992, är en albansk komiker, låtskrivare, TV-personlighet och sångare.

## Karriär
Mamaqi blev känd i Albanien, Kosovo och Makedonien för sin roll i satirprogrammet Portokalli på Top Channel. Sedan 2009 arbetar han även för Vizion Plus som skådespelare i humorprogrammet Apartamenti 2XL. Hans fru, Amarda Toska, är programledare och skådespelerska. År 2011 ställde han upp i Kënga Magjike 13 med låten "Vetëm beso". I finalen av tävlingen tilldelades han priset för bästa dans. Året därpå ställde han upp i Kënga Magjike 14 med låten "Bej si di vetë". I finalen fick han 340 poäng vilket räckte till en artonde plats. Han fick även pris för bästa produktion. Under sommaren 2012 släppte han låten "Ku ka si Tirona" tillsammans med rapparen Dr. Flori.

## Diskografi

### Singlar
- 2010 – Premtimi
- 2011 – Vetëm beso
- 2012 – Ku ka si Tirona (feat. Dr. Flori)
- 2012 – Bej si di vetë
- 2012 – Ditët e mia